# Franklin Graham

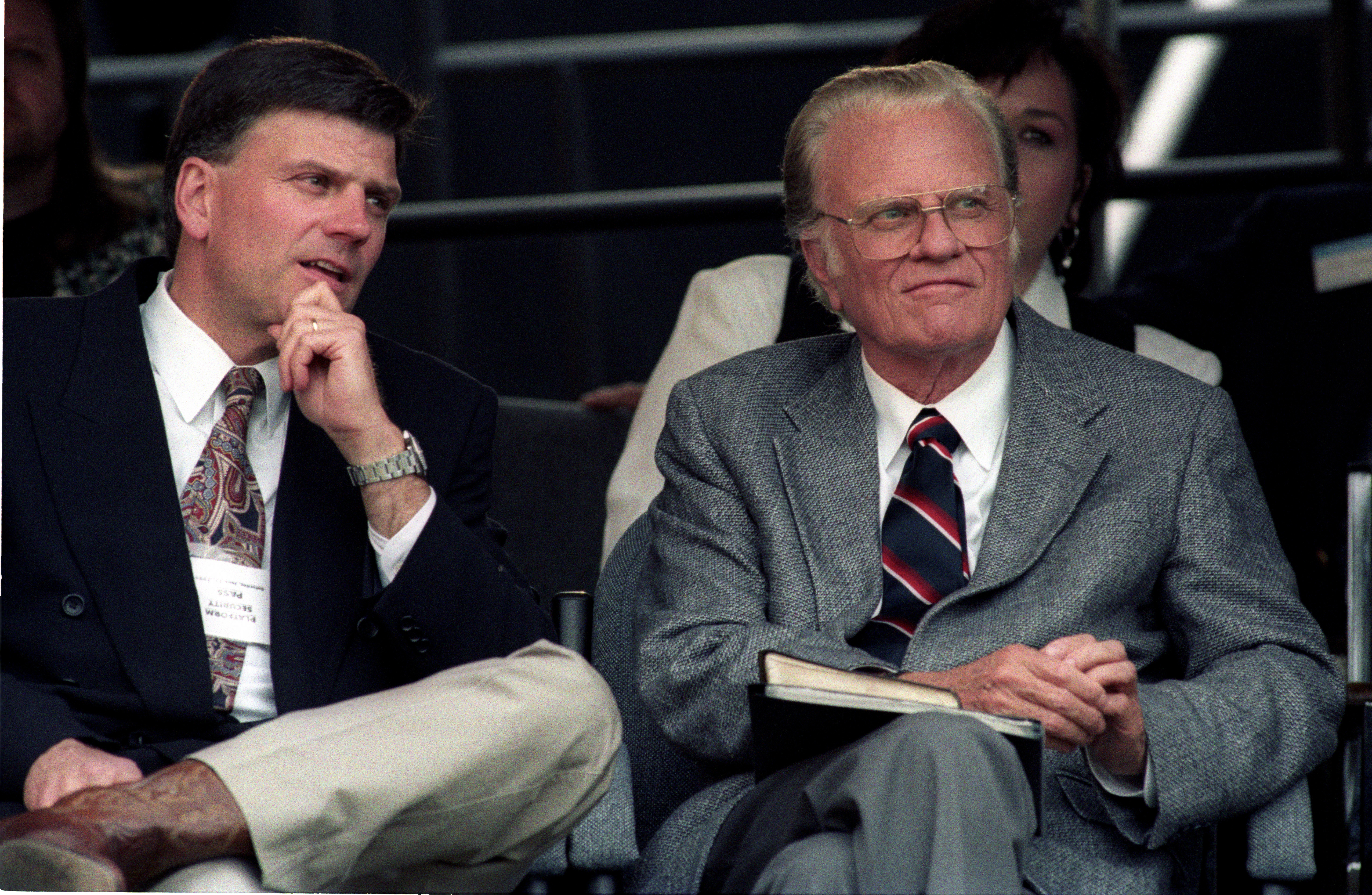
Franklin Graham met zijn vader Billy (2004)

William Franklin Graham III (Asheville, 14 juli 1952) is een Amerikaanse evangelist. Graham wordt gezien als een van de voormannen van religieus rechts. Hij geniet vooral bekendheid als de oudste zoon van Billy Graham.

## Levensloop
Graham werd geboren als het vierde kind en eerste zoon van Billy Graham en Ruth Bell. Hij werd als student weggestuurd van de LeTourneau University, omdat hij een vrouwelijke klasgenoot had buitengesloten nadat de avondklok was ingegaan. Hij studeerde in 1978 af aan de Appalachian State University met een Bachelor of Arts.
Tijdens een rondreis door het Midden-Oosten in 1974 maakte Graham de keuze om als christen te leven. Hij werd in 1982 benoemd tot predikant in een kerk in Tempe, Arizona. In de tweede helft van de jaren zeventig was hij betrokken geraakt bij Samaritan's Purse, een christelijk zendings- en ontwikkelingshulporganisatie. Hij volgde de oprichter Bob Pierce na diens dood in 1979 op als directeur. Op het hoogtepunt (2010) ging er jaarlijks meer dan vierhonderd miljoen dollar om in deze organisatie.
Graham is sinds 2002 de voorzitter van de Billy Graham Evangelistic Assocation (BGAE), de organisatie die door zijn vader werd opgericht. In die hoedanigheid was hij jaarlijks meerdere malen betrokken als spreker tijdens de evangelisatiecampagnes die de BGEA organiseerde, al dan niet samen met zijn vader. In 2001 deed hij het openingsgebed tijdens de inauguratie van president
George W. Bush.

### Omstreden uitlatingen
Graham kwam meerdere keren in opspraak vanwege politieke uitlatingen die hij deed. Dit in tegenstelling tot zijn vader die meestal terughoudend was om zich uit te spreken over politiek gevoelige thema, zoals bijvoorbeeld de Vietnamoorlog.
Zo noemde hij Franklin Graham de islam in 2002 een "religie van haat en geweld". Hij schaarde zich in 2003 achter de Amerikaanse invasie van Irak. Graham verklaarde in 2010 dat de president Barack Obama als moslim was geboren (wat hij niet was). Graham zei: "Het zaad van de islam wordt doorgegeven via de vader, zoals het zaad van het joodse geloof wordt doorgegeven via het zaad van de moeder. Hij werd geboren als moslim, zijn vader gaf hem een islamitische naam. In een interview in 2011 zei hij over Obama dat hij het Moslimbroederschap de gelegenheid had gegeven deel uit te maken van de Amerikaanse regering en haar beslissingen.
Op een mogelijke presidentskandidatuur van Donald Trump in 2011 reageerde Graham dat hij liever hem als president zag dan Obama. Hij sprak zijn steun uiteindelijk uit voor senator Rick Santorum. In 2017 sprak hij bij de inauguratie van Trump. In juni 2018 bekritiseerde Graham Trumps zero-tolerancebeleid tegen illegale immigranten waarbij grote groepen kinderen (zij het meestal tijdelijk) van hun ouders werden gescheiden. Graham noemde het "schandelijk en verschrikkelijk". In oktober 2019 nam hij afstand van Trumps steun aan de Turkse inval in Syrië.
Graham is een verklaard tegenstander van het huwelijk tussen mensen van dezelfde sekse. Hij liet zich regelmatig over dit thema uit. In 2015 prees hij de Russische president Vladimir Poetin vanwege diens homobeleid. Een aantal Britse parlementsleden riep de minister van Binnenlandse Zaken in december 2017 op om Graham een visum te weigeren voor een evangelisatiebijeenkomst waar hij zijn opwachting zou maken, vanwege diens uitspraken over homo's en moslims.
- Gemeinsame Normdatei: 122789156
- International Standard Name Identifier: 0000 0000 7865 6465
- Library of Congress Control Number: n83047595
- MusicBrainz: 90b42e6a-255e-4584-8aa8-03fbc63f0aba
- Nationale Bibliotheek van Tsjechië: mzk2004252286
- SNAC: w6qf9kkw
- Système universitaire de documentation: 086553976
- Virtual International Authority File: 55038579
- WorldCat: E39PBJbRgyQD8hqwH9dt4PbmVC